# Moscou
|  | Per a altres significats, vegeu «Moscou (Gant)». |

Moscou (en rus Москва́, transcrit Moskvà   [mɐˈskva]) és la capital de Rússia. Està situada vora el riu Moskvà, a l'oest del país, amb una àrea metropolitana que té més de 13 milions d'habitants. És la capital de l'óblast de Moscou però, arran del seu estatus de ciutat federal s'administra independentment de la província. Es troba al Districte Federal Central. Va ser la capital de l'antiga Unió Soviètica i de la RSFS de Rússia.
La població de la ciutat té un creixement ràpid i amb 10.514.400 habitants (1 de març de 2009), és la ciutat més gran de Rússia i d'Europa. La superfície ocupa una extensió de 1.081 km² i també és l'àrea metropolitana més gran d'Europa, i una de les àrees urbanes més grans en el món.
Moscou és un important centre econòmic i és la llar d'una part dels grans multimilionaris del món. El 2008 Moscou va ser nomenada com la ciutat més cara del món per als treballadors estrangers, i ho va ser per tercer any consecutiu. Tanmateix, el 2009, va passar a ocupar el tercer lloc, després de Tòquio i Osaka que van assolir el primer i el segon lloc, respectivament.
És la seu de nombroses institucions científiques i educatives, així com nombroses instal·lacions esportives. Té un complex sistema de transport, que inclou tres aeroports internacionals, nou terminals de ferrocarril, i el sistema de metro més actiu del món després del de Tòquio, que és famós per l'arquitectura i les obres d'art. El metro és l'únic operador actiu en el món subterrani.

## Geografia
Moscou està situada als marges del riu Moskvà, que flueix al llarg d'uns 500 km a través de la plana d'Europa oriental, a la Rússia central. Al Moskvà hi conflueixen el Iauzà, que travessa la ciutat pel NE i desemboca al Moskvà en el punt més antic de la ciutat, que li donà origen, i el Setun, per l'extrem oest de la ciutat. Hi ha 49 ponts que travessen el riu i els seus canals dins dels límits de la ciutat. L'elevació de Moscou al Centre Rus d'Exposicions (VVC), on troba el cap de l'estació meteorològica de Moscou, és de 156 metres; l'altitud mitjana és de 120 metres. El punt més alt és l'altiplà Teplostanskaya amb 255 metres. L'amplada de la ciutat d'oest a est és de 39,7 km, i la longitud de nord a sud és de 51,7 quilòmetres. Moltes particularitats del relleu són conseqüència dels canvis introduïts per l'activitat de la població al llarg dels segles.

### Zona horària
Moscou és el punt de referència per a la zona horària utilitzada en la major part del centre de Rússia, inclòs Sant Petersburg. Les àrees d'operar en el que es coneix com a hora estàndard Moscou (MSK, мск), que és de 4 hores abans de l'hora UTC o GMT +4. L'horari d'estiu ja no s'observa.

### Clima
El clima és continental moderat, amb una temperatura mitjana de prop de -10 °C (gener) i de 18 °C (juliol). La diferència entre la temperatura del centre de la ciutat (més elevada) i la de la perifèria pot arribar, a l'hivern, a 12-10 °C. La insolació mitjana diària mesurada en hores és només de 0,6 hores el desembre, però de 9,2 hores al juny.
| Paràmetres climàtics mitjans de Moscou, Rússia (1981-2010) | Paràmetres climàtics mitjans de Moscou, Rússia (1981-2010) | Paràmetres climàtics mitjans de Moscou, Rússia (1981-2010) | Paràmetres climàtics mitjans de Moscou, Rússia (1981-2010) | Paràmetres climàtics mitjans de Moscou, Rússia (1981-2010) | Paràmetres climàtics mitjans de Moscou, Rússia (1981-2010) | Paràmetres climàtics mitjans de Moscou, Rússia (1981-2010) | Paràmetres climàtics mitjans de Moscou, Rússia (1981-2010) | Paràmetres climàtics mitjans de Moscou, Rússia (1981-2010) | Paràmetres climàtics mitjans de Moscou, Rússia (1981-2010) | Paràmetres climàtics mitjans de Moscou, Rússia (1981-2010) | Paràmetres climàtics mitjans de Moscou, Rússia (1981-2010) | Paràmetres climàtics mitjans de Moscou, Rússia (1981-2010) | Paràmetres climàtics mitjans de Moscou, Rússia (1981-2010) |
| Mes                                                        | Gen.                                                       | Feb.                                                       | Mar.                                                       | Abr.                                                       | Mai.                                                       | Jun.                                                       | Jul.                                                       | Ago.                                                       | Set.                                                       | Oct.                                                       | Nov.                                                       | Des.                                                       | Anual                                                      |
| ---------------------------------------------------------- | ---------------------------------------------------------- | ---------------------------------------------------------- | ---------------------------------------------------------- | ---------------------------------------------------------- | ---------------------------------------------------------- | ---------------------------------------------------------- | ---------------------------------------------------------- | ---------------------------------------------------------- | ---------------------------------------------------------- | ---------------------------------------------------------- | ---------------------------------------------------------- | ---------------------------------------------------------- | ---------------------------------------------------------- |
| Temperatura diària màxima °C (°F)                          | −4,0 (24,8)                                                | −3,7 (25,3)                                                | 2,6 (36,7)                                                 | 11,3 (52,3)                                                | 18,6 (65,5)                                                | 22,0 (71,6)                                                | 24,2 (75,6)                                                | 21,9 (71,4)                                                | 15,7 (60,3)                                                | 8,7 (47,7)                                                 | 0,9 (33,6)                                                 | −3,0 (26,6)                                                | 9,6 (49,3)                                                 |
| Temperatura diària mínima °C (°F)                          | −9,1 (15,6)                                                | −9,8 (14,4)                                                | −4,4 (24,1)                                                | 2,2 (36)                                                   | 7,7 (45,9)                                                 | 12,1 (53,8)                                                | 14,4 (57,9)                                                | 12,5 (54,5)                                                | 7,4 (45,3)                                                 | 2,7 (36,9)                                                 | −3,3 (26,1)                                                | −7,6 (18,3)                                                | 2,1 (35,8)                                                 |
| Precipitació total mm (polzades)                           | 52 (2)                                                     | 41 (1,6)                                                   | 35 (1,4)                                                   | 37 (1,5)                                                   | 49 (1,9)                                                   | 80 (3,1)                                                   | 85 (3,3)                                                   | 82 (3,2)                                                   | 68 (2,7)                                                   | 71 (2,8)                                                   | 55 (2,2)                                                   | 52 (2)                                                     | 707 (27,8)                                                 |
| Font: www.pogoda.ru.net                                    |                                                            |                                                            |                                                            |                                                            |                                                            |                                                            |                                                            |                                                            |                                                            |                                                            |                                                            |                                                            |                                                            |

## Història

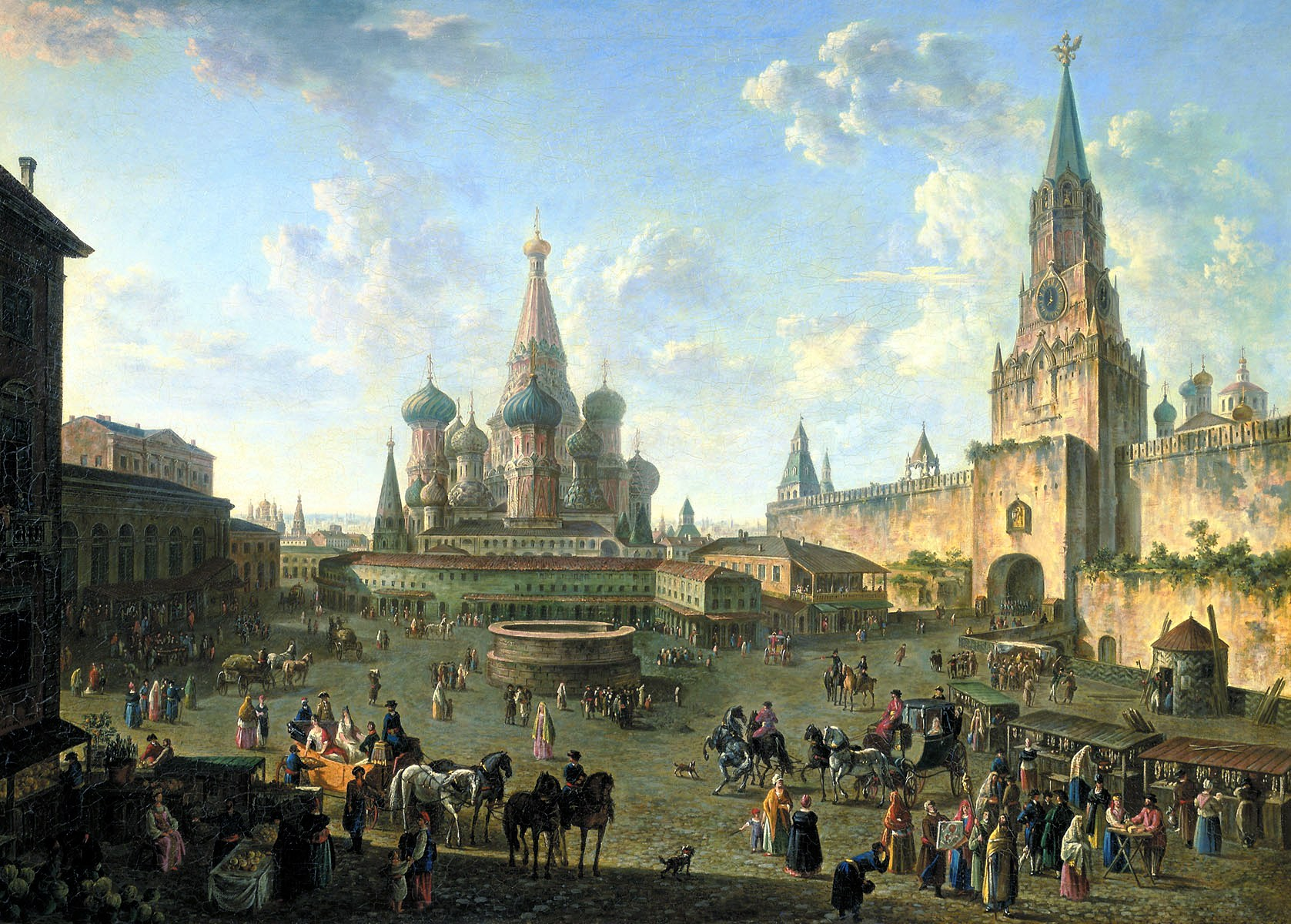
La Plaça Roja a l'edat mitjana en una pintura de Fiódor Alekséiev de 1802

El nom de la ciutat prové del riu que la travessa denominat Moskvà, en antic rus: град Москов, literalment la ciutat del riu Moskvà. L'origen del nom és desconegut, tot i que existeixen diverses teories. Una teoria suggereix que l'origen del nom prové d'una antiga llengua finesa, en la qual significa ‘fosc’ i ‘tèrbol'.
La primera referència russa de Moscou data de 1147 quan Iuri Dolgoruki va exhortar al príncep de la República de Nóvgorod per «venir a mi, germà, a Moscou». Nou anys més tard, el 1156, el príncep Dolgoruki de Rostov va ordenar la construcció d'un mur de fusta que envoltà la ciutat, tot i que va haver de ser reconstruït diverses vegades. Després del saqueig de 1237-1238, com a conseqüència dels atacs mongols, que van cremar la ciutat i van massacrar els seus habitants, Moscou es va recuperar i el 1327 es va convertir en la capital d'un principat independent. La posició estratègica a la capçalera del riu Volga va contribuir a una constant expansió. Moscou es va convertir en el centre d'un país estable i d'un pròsper principat i va atreure un gran nombre de refugiats procedents de tota Rússia. Al segle xiii Alexandre Nevski confià la ciutat al seu fill Daniel i es constituí pròpiament Moscòvia i els seus prínceps convertiren Moscou en la capital religiosa i política. Un incendi destruí la fortalesa, i el 1339 el príncep Ivan la reconstruí amb fusta de roure.
Ivan I va substituir la ciutat de Tver com a centre polític del Principat de Vladímir-Suzdal i es va convertir en l'únic recol·lector dels impostos per als governants tàtars i mongols, després de la invasió mongola de Rússia. Ivan va guanyar una important concessió del Kan mitjançant el pagament d'importants tributs. A diferència d'altres principats, Moscou no va ser dividit entre els seus fills, cosa que el va mantenir intacte; no obstant això, va créixer l'oposició de Moscou contra la dominació estrangera. El 1367, el príncep Dimitri Donskoj de Moscou l'amplià i construí una muralla de pedra; el 1380 Donskoir va dirigir l'exèrcit rus en una important victòria sobre els tàrtars a la batalla de Kulikovo. Tot i així, no va ser ni de bon tros decisiva; només dos anys més tard, el 1382, Moscou fou saquejada pel Khan Toqtamix i Edigu va arrasar el territori en 1408 però no va prendre la ciutat. No va ser fins al 1480, quan sota el govern d'Ivan III que es va trencar finalment el domini tàtar, la qual cosa va permetre a Moscou convertir-se en el centre del poder a Rússia. Sota el regnat d'Ivan III, la ciutat es va convertir en la capital d'un imperi que finalment abastaria tota l'actual Rússia i altres territoris.
En 1571, els tàtars del Kanat de Crimea van atacar i saquejar Moscou, cremant-ho tot excepte el Kremlin. El 1609, l'exèrcit suec dirigit per Jacob Conde de la Gardi i Evert Horn va començar la marxa des de Veliki Nóvgorod cap a Moscou per ajudar el tsar Vassili IV de Rússia, van entrar a Moscou el 1610 i van reeixir de reprimir la revolta contra el tsar. Van abandonar la ciutat a principi de l'any 1611, i poc després la ciutat va ser envaïda per l'exèrcit de la Confederació de Polònia i Lituània.

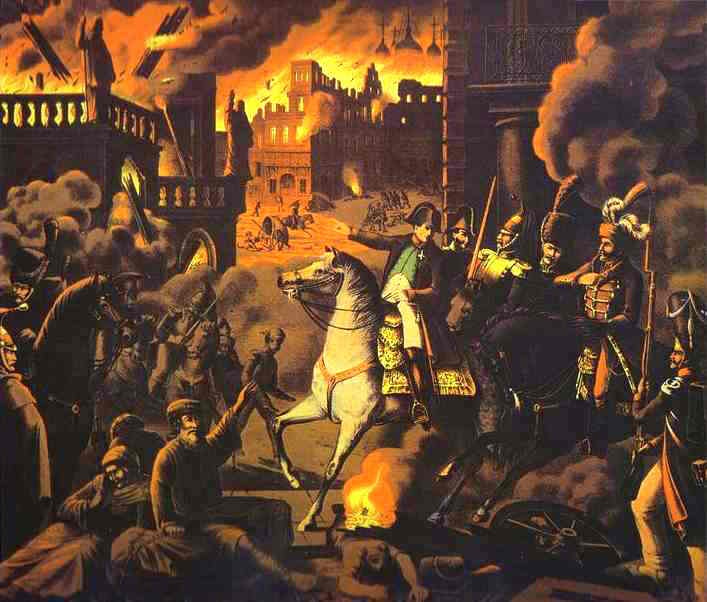
Napoleó al comandament de la Grande Armée en l'incendi de Moscou de 1812.

El segle xvii va ser ric en revoltes populars, com l'alliberament de Moscou davant l'ocupació de la Confederació de Polònia i Lituània (1612), la revolta de la sal (1648), la revolta del coure (1662), i la revolta de Moscou (1682). De 1654 a 1656 una epidèmia de pesta negra va matar la meitat de la població de Moscou. La ciutat va deixar de ser la capital de Rússia el 1712, després de la fundació a la costa del mar Bàltic la ciutat de Sant Petersburg, el 1703, per Pere el Gran. La plaga de pesta bubònica va arribar a Moscou el 1770. Quan Napoleó va envair Rússia en 1812, quan les forces de Napoleó s'aproximaven a la ciutat, el 14 de setembre, els moscovites van evacuar la ciutat i s'hi va calar foc. L'exèrcit de Napoleó, assotat per la fam, el fred i les males línies de subministrament, es va veure obligat a retirar-se i va ser gairebé aniquilat pel devastador hivern rus i els esporàdics atacs de les forces militars russes.
El gener de 1905, es va presentar oficialment a Moscou la institució del governador de la ciutat o alcalde, i Aleksandr Adriànov es va convertir en el primer alcalde oficial de Moscou. El 12 de març de 1918, després de la Revolució Russa de 1917, Moscou es va convertir en la capital de la República Socialista Federada Soviètica de Rússia i, cinc anys més tard, de la Unió Soviètica.
Durant la Gran Guerra Patriòtica, que és com anomenen així a Rússia al Front Oriental de la Segona Guerra Mundial, és a dir, la invasió alemanya de l'URSS amb la denominada Operació Barbarroja, el Comitè de Defensa de l'Estat soviètic i l'Estat Major de l'Exèrcit Roig es trobaven a Moscou. El 1941, es van formar entre els moscovites setze de les divisions nacionals de voluntaris (més de 160.000 persones), vint-i-cinc batallons (18.500 persones) i quatre regiments d'enginyeria. Al novembre, el Grup d'Exèrcits Centre alemany (Heeresgruppe Mitte) va ser detingut als afores de la ciutat i, a continuació, expulsat en el transcurs de la batalla de Moscou. S'evacua moltes fàbriques, juntament amb gran part del govern, i a partir del 20 d'octubre la ciutat va ser declarada en estat de setge. La resta dels seus habitants van construir defenses antitanc, mentre que la ciutat era bombardejada des de l'aire. És d'assenyalar que Stalin es va negar a abandonar la ciutat, el que va significar que el personal general i el consell de comissaris del poble va romandre a la ciutat. Tot i el setge i els bombardejos, la construcció del metro de Moscou va continuar durant la guerra i en finalitzar la guerra es van obrir noves línies de metro.
L'1 de maig de 1944, es va instituir la Medalla per la defensa de Moscou i el 1947 una altra medalla en memòria del 800 aniversari de la fundació de Moscou. El 8 de maig de 1965, en commemoració del 20è aniversari de la victòria a la Segona Guerra Mundial, Moscou va ser una de les dotze ciutats soviètiques guardonades amb el títol de Ciutat Heroica.
El 1980, va acollir els Jocs Olímpics d'Estiu, que van ser boicotejats pels Estats Units i altres països occidentals a causa de la invasió soviètica de l'Afganistan al final de 1979. El 1991, Moscou va ser l'escenari d'un intent de cop per membres del govern oposats a les reformes de Mikhaïl Gorbatxov. Quan l'URSS es va dissoldre aquest mateix any, Moscou va continuar sent la capital de la Federació Russa. Des d'aleshores, el sorgiment d'una economia de mercat en el país ha produït una explosió d'estil de vida occidental, la venda al detall i serveis.

### Problemes actuals
Alguns dels principals problemes són la criminalitat i la gent sense sostre. La criminalitat a la capital russa ha tingut un llarg historial de la mà de la màfia. Tanmateix, recentment altres sectors de la població han substituït la mateixa màfia quant a crims perpetrats a Moscou. Destaquen les bandes juvenils i fins i tot presència femenina relacionada amb successos criminals. Un informe de Mercer Human Resource Consulting el 2003 va revelar que Moscou era la ciutat més perillosa d'Europa. Les dades dels successos a Moscou durant l'any 2002 revela que es van registrar 163.418 delictes, un 29,7% més que el 2001, un 20,4% més pel que fa al nombre de delictes relacionats amb el tràfic de drogues i les agressions a persones, inclosos els assassinats, van augmentar un 7,3% respecte a l'any anterior.
L'augment dels crims de joves menors d'edat coincideix amb l'alt nombre de nens que viuen al carrer. Es calcula que al voltant de 2.000 nens i nenes viuen als carrers de la capital i altres 5.000 estan allotjats en institucions governamentals. En total, uns 300.000 vagabunds i «sense sostre» deambulen per Moscou i només un 10% és natural de la ciutat. La resta prové d'altres llocs de Rússia o d'antigues repúbliques soviètiques.

## Topònim
El nom de la ciutat procedeix del riu que la travessa, anomenat Moskvà, en antic rus: град Москов, literalment la ciutat del riu Moskvà.
L'origen del nom és desconegut, encara que existeixen diverses teories. Una teoria suggereix que l'origen del nom procedeix d'una antiga llengua finesa, en la qual significa ‘fosc’ i ‘tèrbol'. La primera referència russa de Moscou data de 1147 quan Yuri Dolgoruki va exhortar amb la frase «veniu a mi, germà, a Moscou» al príncep de la República de Nóvgorod.

## Divisió politicoadministrativa
La ciutat de Moscou està governada per un alcalde. L'actual és Serguei Sobianin. Moscou es divideix en deu districtes administratius i 124 ókrug, una organització molt similar a la de Viena. Tots els ókrug tenen escut i bandera, i gairebé tots tenen un canal de televisió propi.
Moscou és el centre del poder polític rus. El Kremlin és al cor de la ciutat, a l'ókrug central. Allí hi ha la residència oficial del president de Rússia i nombrosos quarters militars. A Moscou hi ha les ambaixades dels països estrangers.

Districtes administratius de Moscou

| Districtes administratius | Nom en rus       | Habitants (2010) |
| ------------------------- | ---------------- | ---------------- |
| Central (1)               | Центральный      | 742 689          |
| Nord (2)                  | Северный         | 1 114 607        |
| Nord-est (3)              | Северо-Восточный | 1 366 303        |
| Est (4)                   | Восточный        | 1 459 051        |
| Sud-est (5)               | Юго-Восточный    | 1 313 848        |
| Sud (6)                   | Южный            | 1 703 892        |
| Sud-oest (7)              | Юго-Западный     | 1 366 282        |
| Oest (8)                  | Западный         | 1 299 337        |
| Nord-oest (9)             | Северо-Западный  | 924 419          |
| Zelenograd (10)           | Зеленоградский   | 223 902          |
| Novomoskovski (11)        | Новомосковский   | 113 569          |
| Troitski (12)             | Троицкий         | 86 752           |

### Alcaldes
- Gavriïl Popov (1990–1992)
- Iuri Lujkov (1992–2010)
- Vladímir Ressin (2010) (en funcions)
- Serguei Sobianin (2010–actualitat)

## Demografia

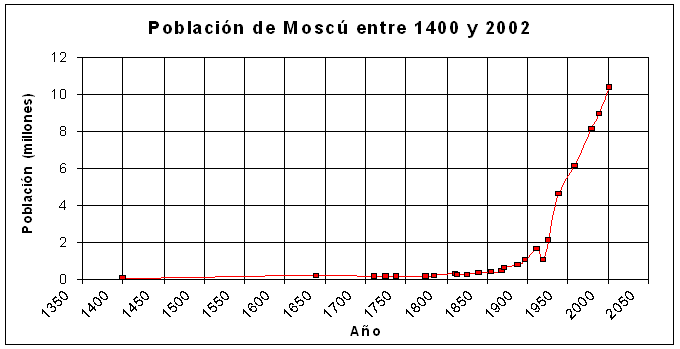
Població de Moscou

La població de Moscou és una barreja de moltes nacionalitats. Els russos són el grup ètnic més gran de Moscou amb diferència. Altres nacionalitats inclouen ucraïnesos, tàrtars, belarussos i armenis, encara que no hi ha barris ètnics separats. El govern ha procurat limitar el nombre de persones que viu a la ciutat. El gentilici dels habitants de Moscou és moscovita.
Segons el cens de 2002 la població de la ciutat va ser de 10.382.754, però, aquesta xifra només té en compte els residents legals. Estimacions més recents (1 de març de 2009) la situen en 10.514.400 d'habitants. La població de Moscou tenint en compte la regió de Moscou és de 17.001.292 (segons el cens de 2002).

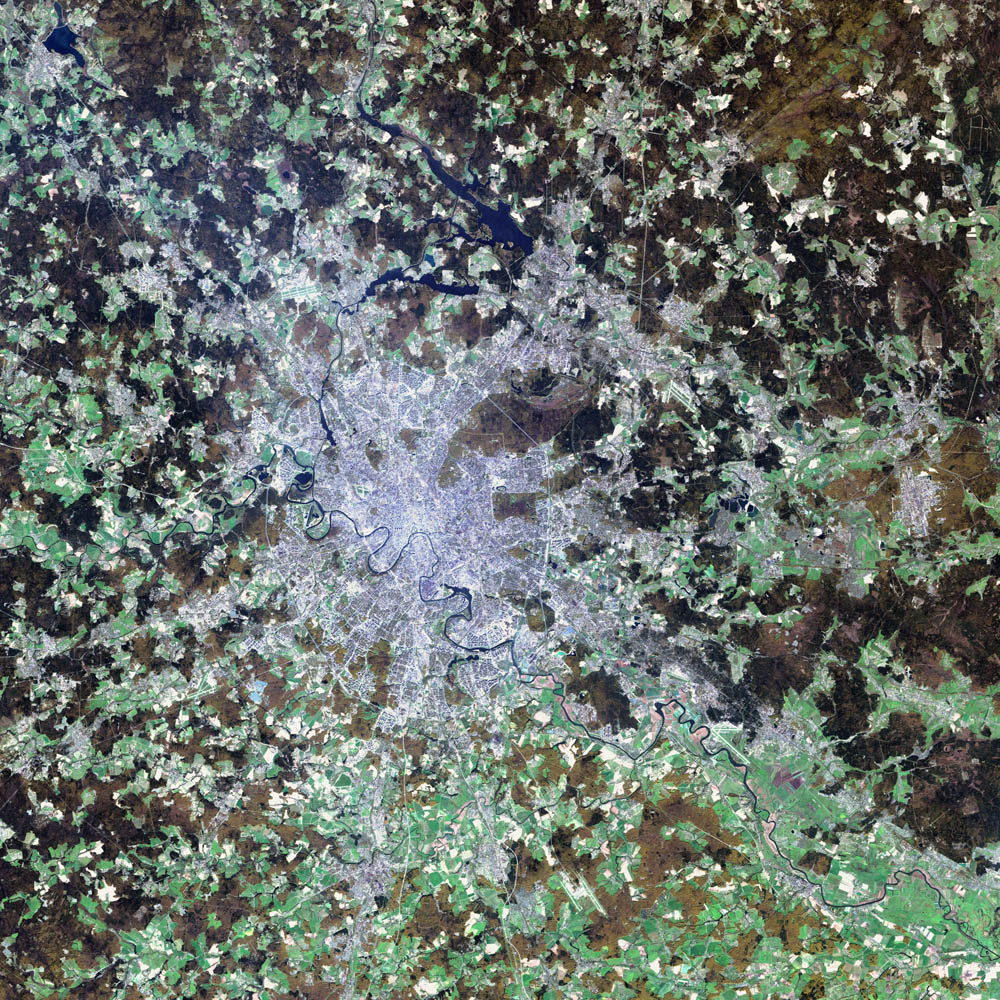
Imatge de satèl·lit de Moscou i els seus suburbis.

Durant segles, Moscou ha estat la ciutat més gran de Rússia, i la Unió Soviètica. No obstant això, el col·lapse de la Unió Soviètica ha donat lloc a una disminució de la població de Sibèria, així com moltes altres ciutats de Rússia, perquè el creixement de Moscou i el domini sobre Sant Petersburg i la resta de ciutats del país s'ha tornat encara més pronunciat.
A causa d'una baixa taxa de natalitat, i una alta mortalitat, la població de Rússia ha disminuït en aproximadament 700.000 persones per any des de la caiguda de la Unió Soviètica. El 2003, el nombre de morts va excedir al nombre de naixements en aproximadament 49.400 persones. Mentre que la taxa de natalitat ha augmentat en els darrers anys, l'edat mitjana de la població de Moscou segueix en augment.
| 1400   | 1638    | 1710    | 1725    | 1738    | 1775    | 1785    | 1811    | 1813    | 1825    | 1840    | 1856    | 1868    |
| ------ | ------- | ------- | ------- | ------- | ------- | ------- | ------- | ------- | ------- | ------- | ------- | ------- |
| 40.000 | 200.000 | 160.000 | 145.000 | 138.400 | 161.000 | 188.700 | 270.200 | 215.000 | 241.500 | 349.100 | 368.800 | 416.400 |

| 1871    | 1888    | 1897      | 1912      | 1920      | 1926      | 1939      | 1959      | 1979      | 1989      | 2002       |
| ------- | ------- | --------- | --------- | --------- | --------- | --------- | --------- | --------- | --------- | ---------- |
| 601.969 | 753.459 | 1.038.600 | 1.617.157 | 1.027.300 | 2.101.200 | 4.609.200 | 6.133.100 | 8.142.200 | 8.972.300 | 10.383.000 |

## Economia
Des de la crisi financera de Rússia de 1998, diversos sectors han experimentat un important creixement. Les indústries primàries a Moscou inclouen productes químics, la metal·lúrgia, l'aliment, el tèxtil, els mobles, la producció energètica, el desenvolupament del programari i les indústries de maquinària. L'activitat industrial de la capital russa és molt important, prova d'això és que ocupa una sisena part del volum total de la indústria dels països de la Comunitat d'Estats Independents.

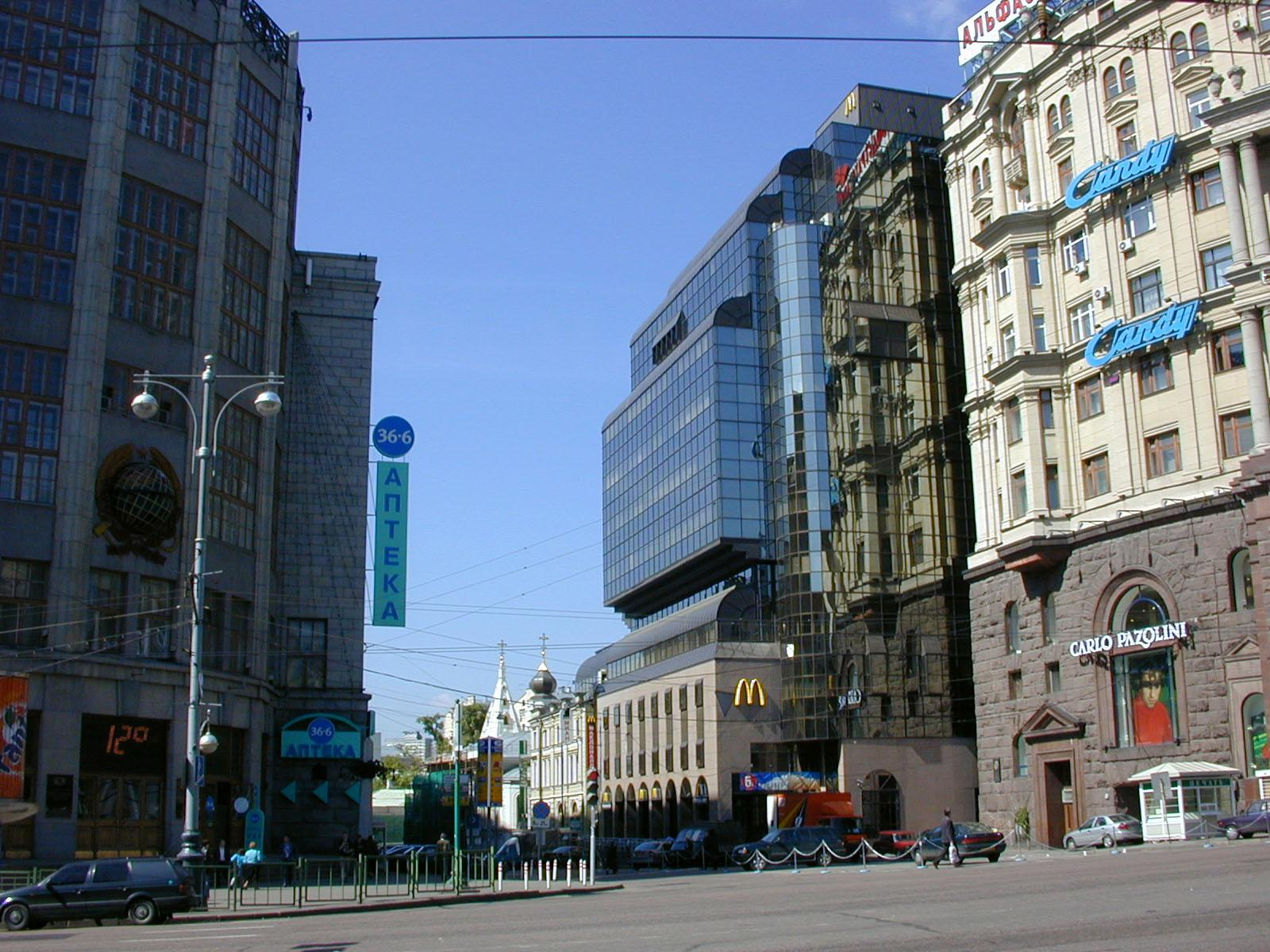
El carrer de Tver, un dels més importants i turístics de Moscou.

Moscou posseeix una gran concentració industrial. La part corresponent a les construccions mecàniques sobrepassa el 50%, amb un predomini de les branques més complexes i qualificades com a torns, aparells de precisió, maquinària complexa, o automòbils. Tot i la preeminència de la indústria pesant, Moscou conserva el seu paper de gran productora en la indústria lleugera i alimentària. La indústria química produeix productes com tints, vernissos o medicaments. La indústria pesant està distribuïda per les zones sud i est, prop del ferrocarril de circumval·lació, per on arriben les principals matèries primeres i el combustible.
Un recent estudi elaborat per Mercer Human Resources Consulting va revelar que la ciutat moscovita és la més cara del món, superant a Tòquio. Per aquest estudi, la consultora va avaluar 144 urbs de tot el món seguint criteris en funció del transport, menjar, vestimenta, béns domèstics i costos d'entreteniment. Una de les causes fonamentals que han provocat aquesta situació són els excessius preus que s'estan pagant pels habitatges, no només a Moscou, sinó en tota Rússia, ja que els alts preus del petroli van fer pujar la inflació a nivells del 5% durant el primer trimestre del 2006. Després de Moscou, les ciutats més cares són Seül, Tòquio, Hong Kong i Londres.
Una peça important de l'economia russa i els seus beneficis és Moscou. S'hi concentren grans companyies multinacionals i sucursals de tota classe. Les luxoses oficines i l'estil de vida d'empleats de les companyies moscovites la fan indistingible de qualsevol ciutat de l'Europa Occidental, encara que, això sí, els salaris mitjans són una mica més baixos. La capital russa té un altre rècord, producte d'un estudi, aquesta vegada de la prestigiosa revista Forbes. Segons s'indica en aquesta publicació, Moscou és la ciutat on resideixen més persones propietàries de fortunes superiors als 1.000 milions de dòlars. Al capdavant de la llista de «milionaris» amb residència a Moscou figuren Mikhaïl Jodorkovski, ex-gerent de la companyia petroliera nacional Yukos, amb més de 15.000 milions de dòlars, i Roman Abramóvitx, magnat del petroli i l'alumini i propietari dels clubs de futbol Chelsea FC i CSKA de Moscou, amb 12.000 milions de dòlars. En aquesta ocasió, Moscou va superar Nova York, que compta amb 31 multimilionaris per als 33 de la ciutat russa.
El mercat de Txerkizovski, controlat per la diàspora àzeri, és el mercat més gran d'Europa, amb una facturació diària de trenta milions de dòlars i deu mil venedors procedents de països com Turquia, Xina, l'Índia i l'Azerbaidjan.
La fàbrica d'helicòpters Mil de Moscou és una de les líders en producció d'helicòpters civils i militars, a Rússia i al món. El Centre de Recerca i Producció Astronàutica Estatal Khrúnitxev produeix material aeronàutic i espacial per a les estacions MIR, Saliut i l'Estació Espacial Internacional, així com coets Proton i míssils balístics intercontinentals. Les plantes d'automòbils ZIL, AZLK i Voitovitx estan situades a Moscou, mentre que la planta de vagons de metro Metrovagonmaix es troba en els límits de la ciutat.
La destil·leria Kristall és la més antiga de Rússia i produeix diversos tipus de vodka, entre ells el «Stolichnaya». Mentre que una àmplia gamma de vins es produeixen en diverses plantes moscovites, inclosa la Moscow Interrepublican Vinery. La Moscow Jewelry Factory i la Jewellerprom són les productores de joies més importants de Rússia. Jewellerprom solia promoure l'Orde de la Victòria, la més alta condecoració militar que atorgava la Unió Soviètica durant la Segona Guerra Mundial. El mercat de la informàtica té oficines i sucursals de diverses companyies de programari, com Kaspersky, 1C Company, ABBYY i la desenvolupadora de videojocs Akella.

### Cost de la vida

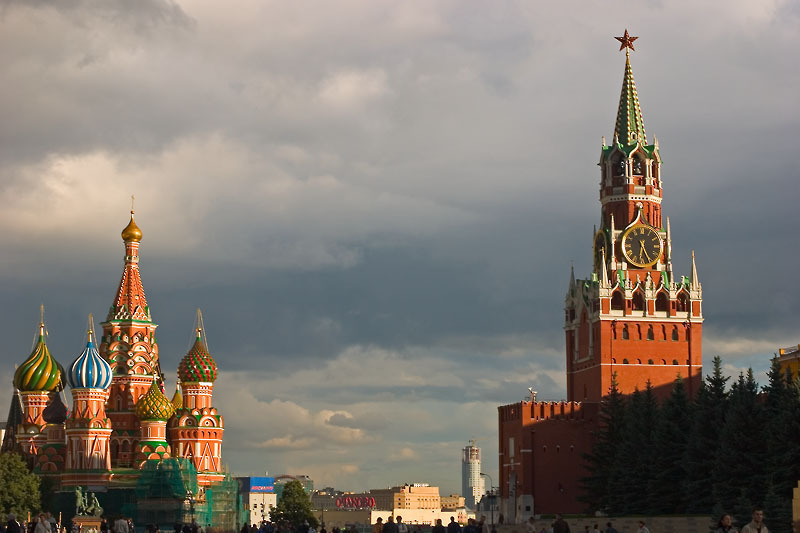
Vista de la Plaça Roja amb la Torre del Salvador del Kremlin de Moscou a la dreta i la Catedral de Sant Basili al fons.

Durant l'època soviètica els apartaments eren prestats pel govern a les persones d'acord amb una norma de metres quadrats per persona; alguns grups, com els artistes, herois o científics destacats tenien primes en funció del seu historial. La propietat privada dels apartaments es va limitar fins a la dècada del 1990, quan la gent es permetia tenir drets de propietat assegurant als llocs que en els que vivien. Des de l'època soviètica, els propietaris havien de pagar el càrrec pel servei de les seves residències, una quantitat fixa basada en les persones que viuen a la zona. A causa de la situació econòmica actual, el preu dels béns i immobles a Moscou continua en augment. Avui dia es pot pagar 4.000 dòlars americans de mitjana per metre quadrat als afores de la ciutat, i entre 6.000 i 7.000 dòlars per metre quadrat en un barri prestigiós. El preu d'un pis de vegades pot superar els 40.000 dòlars americans per metre quadrat. Un pis típic amb un dormitori és d'uns trenta metres quadrats, un apartament de dues habitacions és de quaranta-cinc metres quadrats, i un pis normal de tres dormitoris és de setanta metres quadrats. Molta gent no pot marxar dels seus apartaments, especialment si una família viu en una habitació de dos apartaments inicialment concedida per l'Estat durant l'època soviètica. Alguns residents de la ciutat han tractat de fer front al cost de la vida dels seus apartaments de lloguer i alhora mantenir les seves datxes, les cases de camp de fora de la ciutat.
A partir de 2006, hi ha 8,47 milions de moscovites en edat de treballar; 1,73 milions estan empleats per l'Estat, 4,42 milions ho estan per empreses privades, i 1,99 milions per petites empreses. Hi ha 74.400 d'aturats registrats oficialment en edat de treballar, dels quals 34.400 són escollits i es beneficien i cobren l'atur.

## Transports

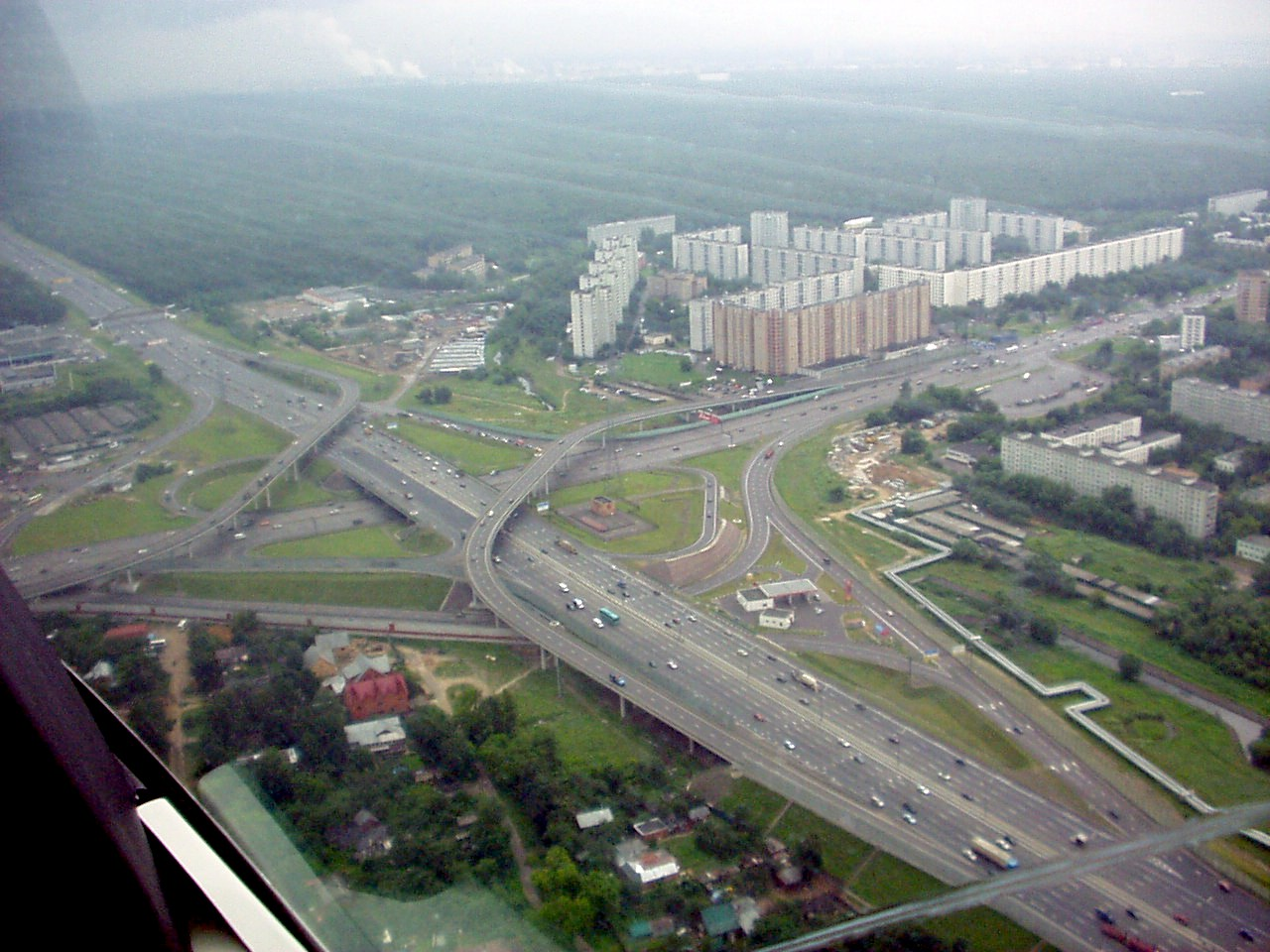
MKAD, el cinturó perifèric del nord-est de Moscou

El sistema de carreteres de Moscou té el nucli al voltant del Kremlin, al centre de la ciutat. Des d'allà, en general, les carreteres irradien cap a l'exterior per a creuar-se amb una seqüència de carreteres de circumval·lació o «anells». El primer anell, Bulvàrnoie Koltso (Anell del Boulevard), va ser construït a l'antic emplaçament de la muralla de la ciutat, del segle xvi, al voltant del que abans s'anomenava Beli Górod (Torre Blanca). El Koltso Bulvàrnoie tècnicament no és un anell, no té forma de cercle complet, sinó un tipus d'arc de ferradura que va des de la catedral de Crist Salvador al riu Iauza.
El segon anell, que es troba fora del Ring Boulevard, és el Sadovoie Koltso (Anell del Jardí). Igual que el Bulvàrnoie Koltso, el Sadovoie Koltso segueix el camí d'una muralla del segle xvi que s'utilitza per abastar part de la ciutat. El tercer anell, l'anell de transport, es va completar el 2003 amb una autopista d'alta velocitat. El quart anell de transport, una altra autopista, es troba en construcció i està pensada per reduir la congestió del trànsit.
L'anell exterior o ronda exterior de Moscou és l'anell de l'automòbil de la Carretera de Moscou, sovint anomenat l'MKAD de la Federació Russa (Московская Кольцевая Автомобильная Дорога), que forma la frontera aproximada de la ciutat. Fora de la ciutat, algunes de les vies que conflueixen a la ciutat segueixen aquest mateix patró circular.

### Aeri

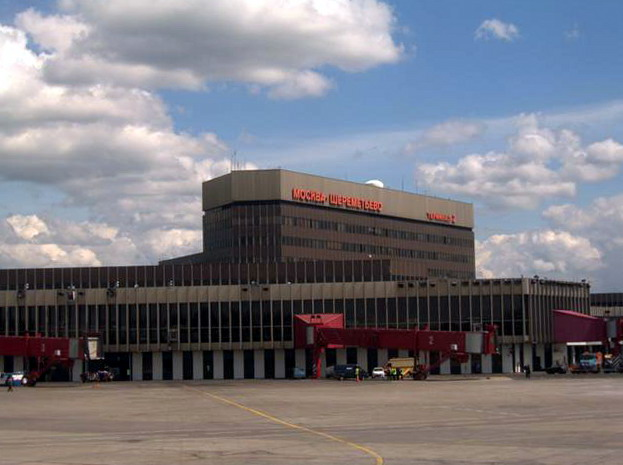
Terminal 2 de l'Aeroport de Moscou-Xeremetievo.

Hi ha cinc principals aeroports comercials al servei de Moscou: l'aeroport de Moscou-Xeremetievo, l'aeroport internacional de Domodedovo, l'aeroport de Bikovo, l'aeroport internacional d'Ostafievo i l'aeroport de Moscou-Vnukovo.
L'aeroport de Moscou-Xeremetievo és un dels més importants de la ciutat i el segon pel volum de passatgers de Moscou, amb més de 12 milions d'usuaris a l'any, i controla el 60% de tots els vols internacionals. L'aeroport internacional de Moscou-Domodedovo és el principal aeroport de Rússia en termes de rendiment de passatgers, amb més de 16 milions a l'any, i és la principal porta d'entrada als vols de llarga distància nacionals i de la Comunitat d'Estats Independents. Es troba a uns 34 quilòmetres al sud de Moscou i consta de dues terminals. És un dels aeroports més moderns del país i la previsió del mateix aeroport per als propers anys és molt positiva. L'EAST LINE Group, companyia que gestiona l'aeroport, va revelar que el 2010 rebran a 22 milions passatgers i el 2015, prop de 30 milions, el doble que en l'actualitat.
Els altres tres aeroports en particular ofereixen vols interiors, per dins de Rússia, i enllaçant amb els estats de l'antiga Unió Soviètica. Els aeroports de Moscou varien en distància en relació al cinturó MKAD: Bikovo és el més llunyà, a 35 quilòmetres, Domodedovo està a 22 quilòmetres, Vnukovo a 11 quilòmetres, Xeremetievo a 10 quilòmetres, i Ostafievo, el més proper, a uns 8 quilòmetres.
També hi ha diversos aeroports més petits a prop de Moscou, com l'aeroport de Miatxkovo, destinats als avions privats, helicòpters i vols xàrters.

### Terrestre

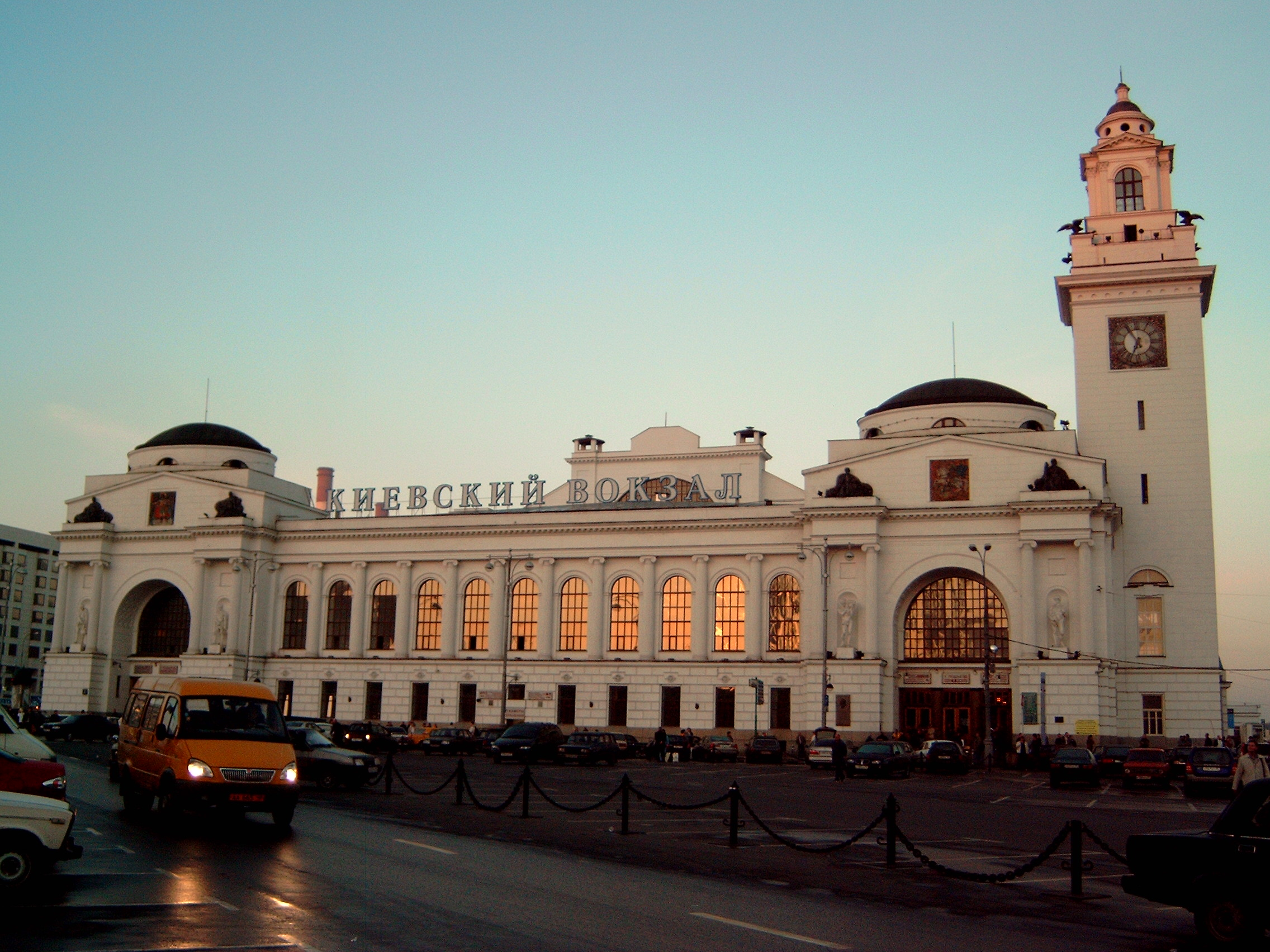
Estació de tren de Kievski vista des de l'embarcador del riu Moscova

Moscou compta amb diverses estacions de tren. Les nou terminals ferroviàries són a prop del centre de la ciutat, però cadascuna acull els trens amb destinació a diferents parts d'Europa i de l'Àsia. També hi ha moltes estacions petites de ferrocarril. Com que els trens són relativament barats, són el mitjà de transport preferit dels moscovites, sobretot quan viatgen a Sant Petersburg. Moscou és també la terminal occidental del famós Transsiberià, que travessa gairebé 9.300 quilòmetres de territori rus fins a Vladivostok, a la costa del Pacífic. D'altra banda, hi ha una estació d'autobusos de llarga distància, i altres d'autobusos interurbans de passatgers, amb un volum d'usuaris diari de 25.000 passatgers.

### Marítim
Moscou té dues terminals de vaixells de passatgers sobre el riu, i rutes regulars de vaixells i creuers al llarg del Moscova i l'Oka, que s'utilitzen principalment per entreteniment. La terminal nord del riu, construïda el 1937, és també el principal centre de llarga distància en les rutes fluvials. La ciutat té tres ports de càrrega.

### Transport públic
El transport local inclou el metro de Moscou, famós per les seves obres d'art, murals, mosaics, llums i decoració en general. Quan es va inaugurar el 1935, el sistema tenia una sola línia però avui compta amb dotze, majoritàriament subterrànies amb un total de 176 estacions. És un dels sistemes de metro més profunds del món, per exemple, l'estació Parc Pobedi, acabada en 2003, es troba a 84 metres sota terra i té les escales mecàniques més llargues d'Europa. El metro de Moscou és un dels més actius del món, transportant més de 7 milions de passatgers al dia. Hi ha també una línia de monorail, operat per la mateixa empresa. Existeixen plans per expandir el metro, per mitigar els grans problemes de transport que posseeix Moscou.
El metro té un gran desenvolupament geogràfic amb algunes estacions ubicades fora del centre de la ciutat a distàncies de fins a quatre quilòmetres, des de les estacions de metro una extensa xarxa d'autobusos transporta els passatgers a les zones residencials. Cada gran avinguda de la ciutat és atesa almenys per una ruta d'autobús. També hi ha una gran quantitat de xarxes de tramvies i troleibús.
La pàgina web Rutes de Moscou facilita la recerca de mitjans i rutes de transport a través de la ciutat. Per la mateixa circulen diàriament més de 2,6 milions d'automòbils. Els darrers anys s'ha observat un marcat creixement del nombre de vehicles, cosa que causa nombrosos embussos de trànsit.
L'MKAD, juntament amb el tercer anell i el futur Quart Anell, és només una de les tres autopistes que es construeixen dins dels límits de la ciutat de Moscou. Aquests complementaran a altres sistemes de carretera existents que formen cercles concèntrics al voltant de la ciutat.

## Cultura

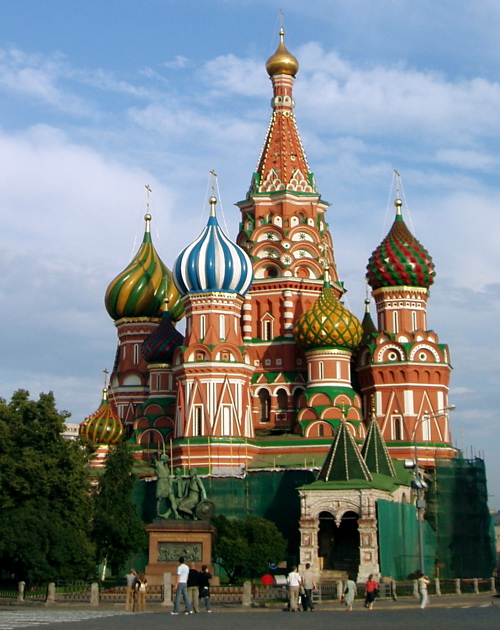
Catedral de Sant Basili

S'hi troba la famosa ciutadella del Kremlin, seu del govern rus i de les catedrals de la Dormició, l'Anunciació i de l'Arcàngel Sant Miquel. Moscou també és ben coneguda per la catedral de Sant Basili, amb les seves cúpules de coloraines en forma de bulb, situada a la plaça Roja, vora el Kremlin. Disposa de quatre aeroports. Hi destaca igualment el metro, amb les seves antigues estacions monumentals.
És la seu del govern central de Rússia, establert al Kremlin de Moscou, i és també el principal centre cultural, amb l'Acadèmia de Ciències de Rússia, les acadèmies de medicina, de pedagogia, d'agricultura, d'art i d'arquitectura, amb un gran nombre d'instituts d'investigació i de centres d'ensenyament superior i, sobretot, amb la universitat, que porta el nom del científic Mikhaïl Lomonóssov. Hi ha també nombroses biblioteques, entre les quals es destaca la Biblioteca Estatal de Rússia, la més gran del món, que aplega fons antigament esparsos en altres biblioteques. Moscou és rica en museus i galeries i en teatres, el més cèlebre dels quals és el Bolxoi. El 1980 fou seu dels Jocs Olímpics.
El patriarca de Moscou és el cap de l'Església Ortodoxa Russa.

### Arquitectura
A Moscou conviuen multitud d'estils arquitectònics, des d'edificis renaixentistes fins barrocs i arquitectura moderna. Al centre històric de Moscou predominen els edificis prerevolucionaris, la construcció data del final del segle xix i principi del XX, abans de la revolució d'octubre de 1917. Destaca també a la ciutat dels edificis del període estalinià, estil comprès entre els anys 1930 i 1950. Aquestes edificacions solen localitzar-se en els carrers i avingudes més importants de la ciutat, com els carrers Tverskaia, Kutuzovski i les avingudes Leninski i Leningradski.
Les Set Germanes són els set gratacels que existeixen a Moscou, anomenats també gratacels estalinistes. Tres d'ells estan destinats a habitatges, però els altres quatre inclouen dos hotels, la Universitat Estatal de Moscou i el Ministeri d'Afers Exteriors. Per acabar, es troba l'arquitectura post-estaliniana, edificis més petits que els del període estalinista i construïts entre 1960 i 1970.
Altres tipus d'edificació més moderna són els edificis ministerials, que es van construir entre els anys 1970 i 1980 destinats, principalment, als empleats dels ministeris soviètics i alts comandaments del partit comunista.
Darrerament, les edificacions a Moscou tracten d'adequar-se als temps moderns. Prova d'això és el pla que està portant a terme el prestigiós arquitecte britànic Norman Foster al construir una zona dedicada als negocis coneguda com a Moscow City, a les ribes del riu Moscova, on està levantanda la Russia Tower (Torre Rússia). Aquesta gran torre haurà d'estar llesta per a 2011 i està previst que mesuri 600 metres d'alçada. Els 520.800 metres quadrats de la superfície del complex acollirà, a més, una zona d'oficines, una altra d'hotels i una altra de residència.

### Llocs destacats

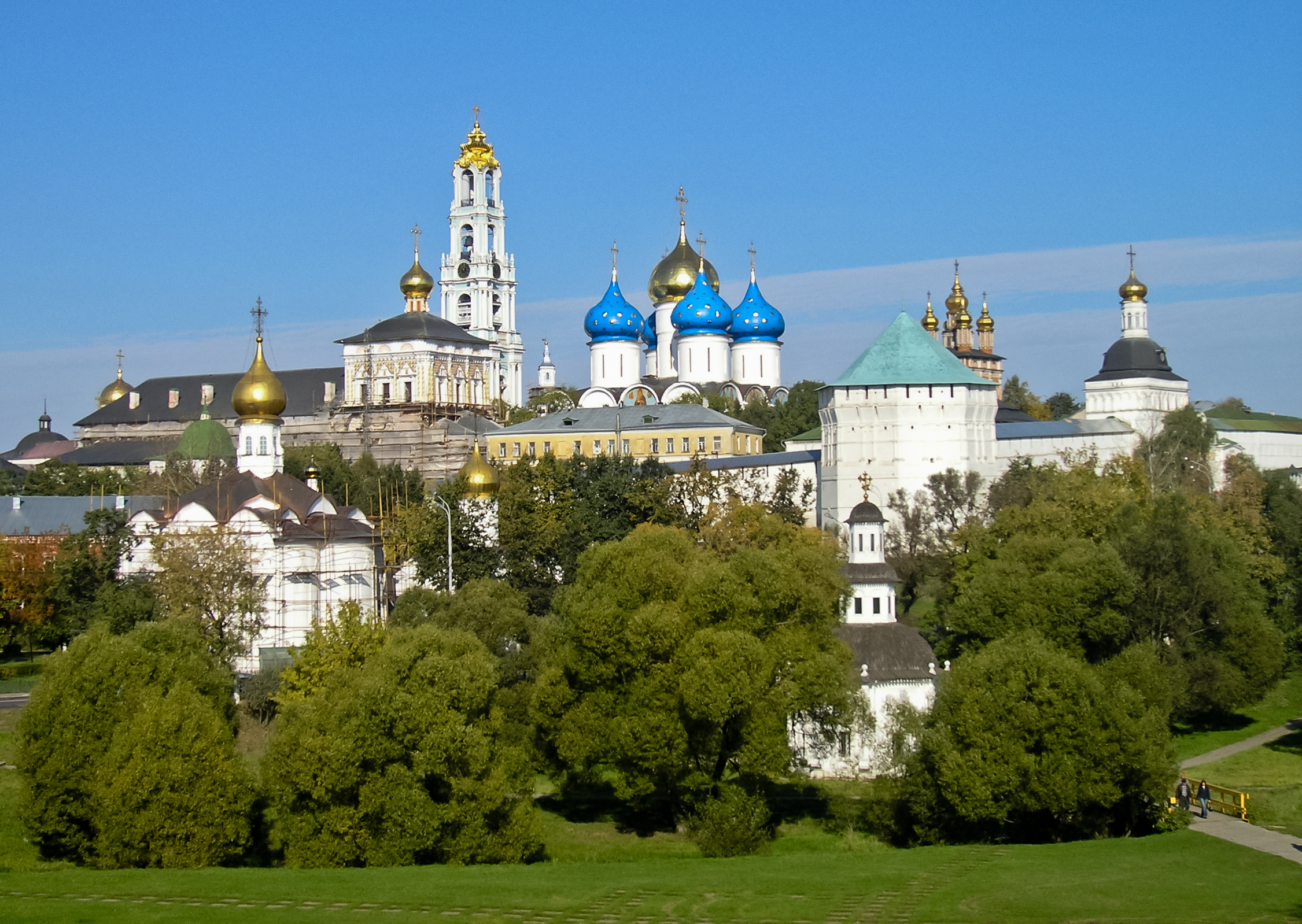
Laura de la Trinitat i Sant Sergi.

Entre els llocs més famosos de Moscou es troben el Kremlin, la fortalesa dels tsars. En ell es troben diversos palaus com el gran palau; a més hi ha diverses esglésies com la de l'Anunciació o la d'Ivan el Gran (Ivan III de Rússia). Vorejant tots els edificis estan la muralla, que inclou les torres del Kremlin.
Al costat del Kremlin hi ha la Plaça Roja, amb la famosa Catedral de sant Basili, finalitzada el 1561 i molt coneguda per les seves cúpules de colors. En aquesta plaça també es troba el Museu Nacional d'Història i el GUM, un dels centres comercials més grans del món, construït en època soviètica i després privatitzat; en l'actualitat hi ha botigues de les marques més elitistes. L'edifici compta amb un pont i unes innovadores voltes de metall i vidre. El seu arquitecte Vladímir Xúkhov va ser responsable de construir alguns dels símbols d'identitat de Moscou durant l'època soviètica, com la Torre de Xúkhov, una de moltes torres hiperboloide dissenyades per Xúkhov. Per la seva banda, el Museu Nacional d'Història va ser impulsat per l'emperador Alexandre II el 1872. Les sales en què es divideixen el museu estan fidelment recreades i decorades amb motius dels diferents períodes als que representa, que comprèn des de l'antiguitat fins a començaments del segle xx. És considerat el tresor nacional de Rússia.

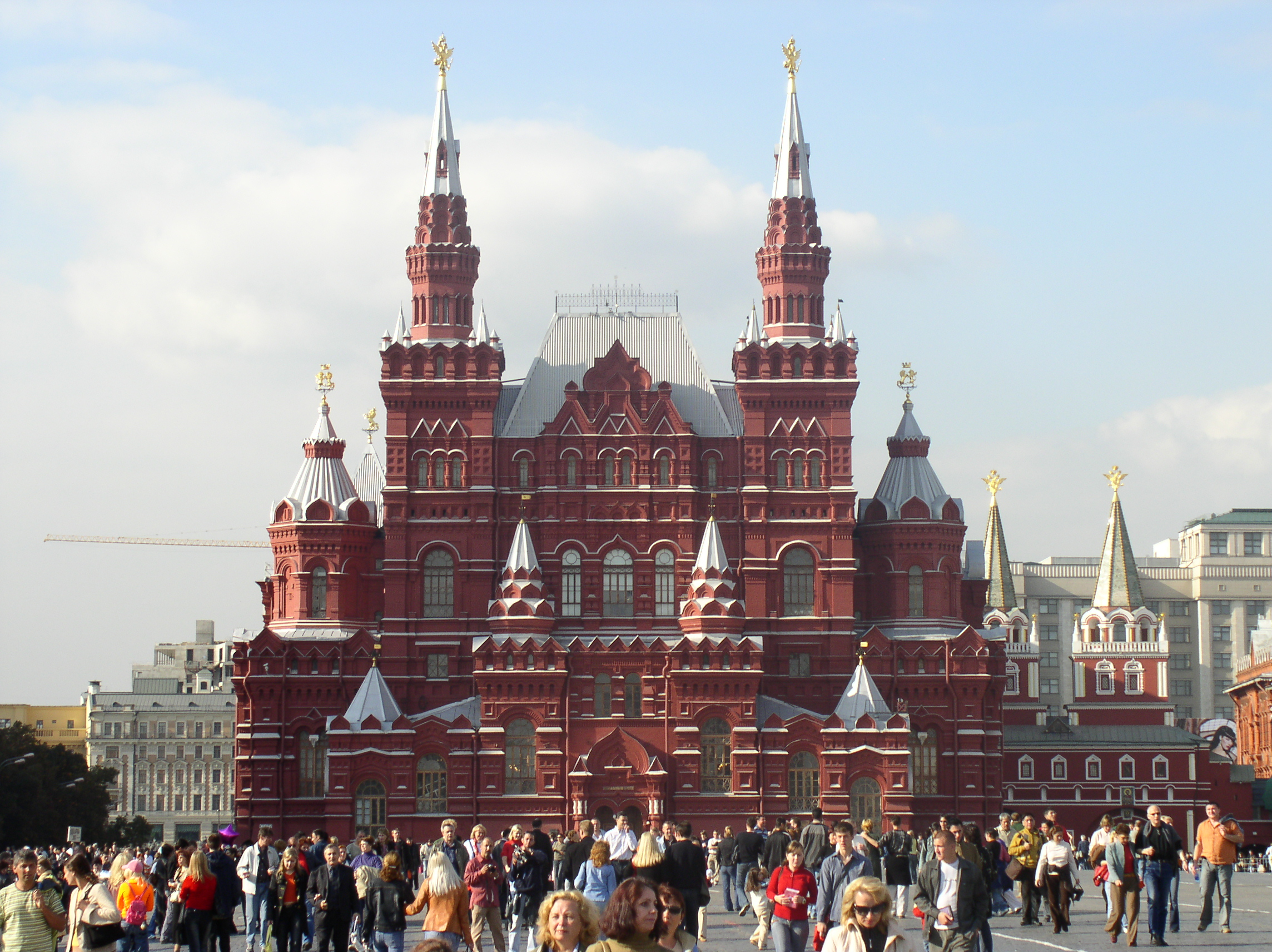
Museu Nacional d'Història

A Moscou hi ha moltes esglésies i monestirs, tot i que se n'han perdut a causa de les demolicions dels soviètics, com va succeir amb el monestir dels Miracles i el monestir de l'Ascensió de Crist al Kremlin. Tanmateix, encara es conserven gran quantitat d'edificis religiosos d'indubtable valor històric. Un d'ells és l'espectacular conjunt arquitectural de la Laura de la Santíssima Trinitat i Sant Sergi a Sèrguiev Posad, considerat Patrimoni de la Humanitat per la Unesco i la meca de l'Església Ortodoxa Russa. El monestir de Sant Daniel és un dels que s'han conservat en millors condicions, i data del 1282. En ell va ser enterrat Daniel, el fill d'Alexandre Nevski. Posteriorment va ser transferit al Kremlin i restaurat per Ivan el Terrible. L'Alt Monestir de Sant Pere va ser fundat pel fill de Daniel, Ivan I el Kalita, tot i que deu el seu nom a Pere el Gran.

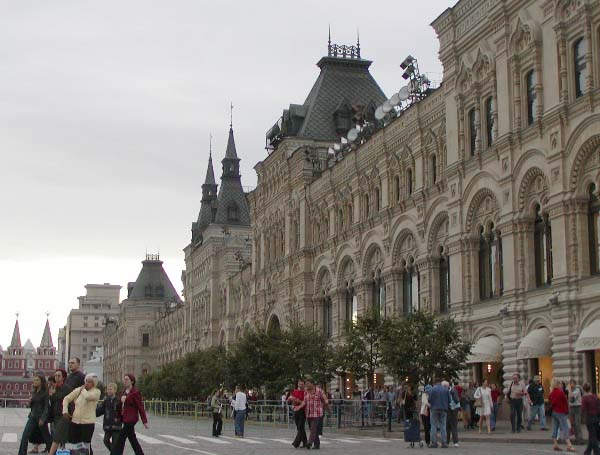
GUM, dels arquitectes Pomeràntsev i Xúkhov

Un altre monestir notable de la ciutat és el Nou Monestir de nostre Salvador, que albira Moscou des de la riba. Va ser construït al segle xv i hi descansen les restes de la família Romanov. Un altre monestir notable és el de Novodévitxy, proclamat Patrimoni de la Humanitat. Finalment, i no menys importants, hi ha diversos monestirs als voltants de Moscou com el ja citat de Sergiev Posad, el de Volokolamsk de Sant Josep i el Nou Monestir de Jerusalem, prop de la ciutat de Istra.
La ciutat té, a més d'algunes joies arquitectòniques de l'antiguitat, exemples d'arquitectura soviètica com els gratacels estalinistes anomenats «les set germanes», ja que són set edificis d'un disseny semblant; entre ells destaca la Universitat Estatal de Moscou i l'hotel Ucraïna. Una altra obra de l'època soviètica és el Metro de Moscou, una xarxa de metro ben decorada i denominada per Lenin com «els palaus del poble». En un altre àmbit, cal destacar el Parc Gorki que ofereix els seus jardins per al descans i la recreació.
Recentment, després de la dissolució de l'URSS va ser reconstruïda la catedral del Crist Salvador amb base als plànols originals de la catedral, enderrocada després de la revolució de 1917. També destaca el reconvertit Centre Panrus firal i les hisenda-museu de Tsaritsino, Kolomenskoe i Kuskovo.

### Art
A Moscou estan els frescos i icones més importants de Rússia. Precisament, en el segon terç del segle xiv va aparèixer a la ciutat l'escola de Moscou de la pintura d'icona, impulsada per artistes com Prójor de Gorodéts, Daniel el Negre i Andrei Rubliov. Són diversos els edificis històrics que contenen icones d'aquests artistes, com a les catedrals del Kremlin, la catedral de l'Assumpció o l'església de l'Aparició de la Verge. Els frescos se solen trobar a moltes esglésies moscovites. Els frescos més notables es troben a esglésies com la de Santa Trinitat a Nikítniki, la catedral del monestir Srétenski o l'església de Sant Joan el Guerrer.

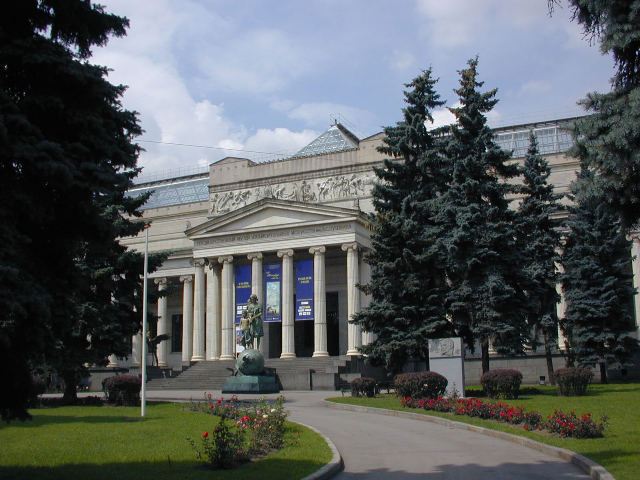
Museu de Belles Arts Puixkin

La galeria nacional d'art Tretiakov és el més important de Moscou, gràcies, en part, a la col·lecció d'art prerevolucionari rus. La galeria, i per descomptat el seu nom, està estretament relacionada amb la vida d'un mecenes local, Pàvel Tretiakov, un col·leccionista d'obres d'art que va impulsar la creació de la galeria. De fet, el 1872 la col·lecció artística de Tretiakov comptava amb prop de 500 obres. Després de la seva mort, la direcció de la construcció de la Galeria la va dirigir el mateix governador de Moscou.
Un altre dels edificis culturals fonamentals de Moscou és el Museu de Belles Arts Puixkin, obert al públic el 31 de maig de 1912. Destaca en la col·lecció d'obres impressionistes i post-impressionistes i alguns dels artistes que es poden trobar en el museu inclouen a Pablo Picasso, Claude Monet, Auguste Renoir, Vincent Van Gogh o Auguste Rodin. Entre totes les obres sobresurten dues de Rembrandt, dues de Rubens, tres retrats de Van Dyck, un quadre d'El Greco i un altre de Sandro Botticelli.

### Teatres
Moscou és considerada una de les capitals culturals del món. El Teatre Bolxoi (Gran Teatre) és potser l'emblema teatral de la ciutat, seu d'espectacles d'òpera i ballet rus, on es representen les obres dels compositors russos com M.I. Glinka o N. Rimski-Kórsakov, i és la seu de la Companyia de Ballet del Bolxoi, que va comptar amb l'actuació de Maia Plissétskaia i Mikhaïl Barixnikov. L'edifici és una de les obres més importants del classicisme rus, la construcció va anar a càrrec de Joseph Bové, arquitecte rus, el 1824, sent restaurat el 1854 després d'un incendi. Està situada en un dels emplaçaments clau de la ciutat, la plaça Teatral.

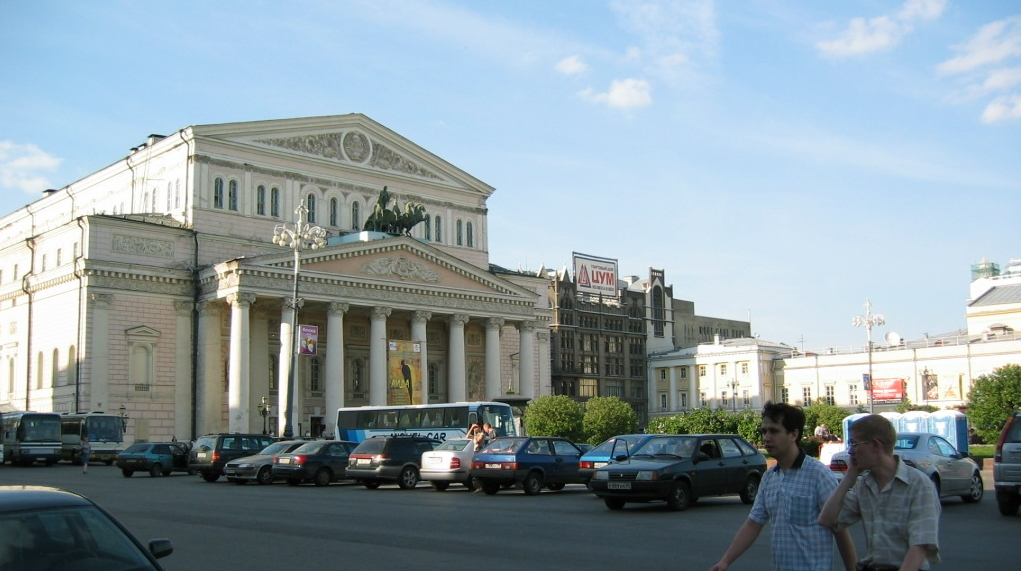
Façana del Teatre Bolxoi

El Teatre Malii (en català Teatre Petit) ofereix obres de teatre clàssiques, al conservatori amb les seves sales gran i petita ofereix música clàssica, coral o d'òrgan. Moltes altres sales aporten diversitat cultural a Moscou. Altres teatres importants de Moscou són el teatre Taganka de Iuri Lubímov, el teatre musical de Stanislavski i Nemiróvitx-Dantxenko, o l'hivernacle estatal de Txaikovski, una gran sala freqüentada per músics i ballarins.
Un dels centres culturals més importants pel que fa al teatre moscovita és el Museu de Teatre Bakhruixin, que originàriament era una finca que Aleksei Bakhruixin convertir en 1894 en el primer museu de l'art teatral. El 1913 el va cedir a la ciutat de Moscou. Actualment el museu Bakhruixin alberga una col·lecció que conté 1,5 milions de tota classe d'objectes autèntics relacionats amb cada un dels períodes de la història del teatre. Està situat a prop de l'estació de metro Pavelétskaia.

## Educació i ciència
Hi ha 1.696 escoles secundàries a Moscou, així com 91 escoles. A més d'aquests, hi ha 222 institucions que ofereixen educació superior a Moscou, incloent-hi 60 universitats estatals, i la Universitat Estatal de Moscou MV Lomonosov, que va ser fundada el 1755. L'edifici principal de la universitat principal està situat en Vorobiovi Gori (Turons dels pardals) té una alçada de 240 metres i un cop acabat, va ser l'edifici més alt fora dels Estats Units. La universitat compta amb més de 30.000 estudiants de grau i més de 7.000 estudiants de postgrau, que tenen una opció de vint-i-nou facultats i 450 departaments d'estudi. A més, aproximadament 10.000 estudiants de secundària prenen cursos a la universitat, en la qual treballen més de dos mil investigadors. La Biblioteca de la Universitat Estatal de Moscou conté més de nou milions de llibres, per la qual cosa és una de les biblioteques més grosses de tota Rússia. La seva fama a tota la comunitat acadèmica internacional ha significat que més d'11.000 estudiants estrangers s'han graduat de la universitat, amb molts que venen a Moscou a aprendre l'idioma rus.

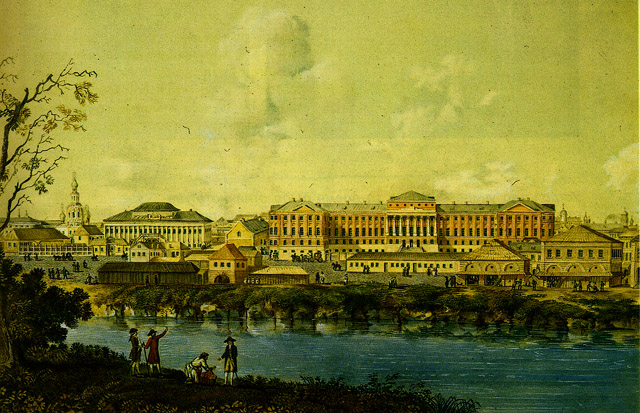
Antic edifici de la Universitat de Moscou al carrer Mokhovàia (en l'actualitat l'oficina del degà)

La Universitat Tècnica Estatal Bauman, fundada el 1830, està situada al centre de Moscou i ofereix més de 18.000 places d'estudiants de pregrau i 1.000 de postgrau amb una educació en ciència i enginyeria que ofereix una àmplia gamma de graus tècnics. Des que va obrir la matrícula als estudiants de fora del país el 1991, aquesta universitat accepta un contingent un màxim 200 alumnes estrangers.
El Conservatori de Moscou (Моско́вская Госуда́рственная Консервато́рия им. П.И.Чайко́вского), fundat el 1866, és una destacada escola de música de Rússia. Entre els alumnes cal citar Serguei Rakhmàninov, Alexander Scriabin, Aram Khatxaturian, Mstislav Rostropóvitx i Alfred Schnittke.
L'Institut Estatal de Cinematografia Russa Gueràssimov (Всероссийский государственный университет кинематографии имени С.А. Герасимова), abreujat com VGIK, és la institució educativa a cinematografia més antiga del món, fundada per Vladímir Gardin el 1919. Serguei Eisenstein, Vsévolod Pudovkin i Aleksei Batàlov figuren entre els seus més distingits professors i Mikhaïl Vartànov, Serguei Paradjànov, Andrei Tarkovski, Nikita Mikhalkov, Eldar Riazànov, Aleksandr Sokúrov, Iuri Norstein, Aleksandr Petrov, Vassili Xukxín i Konrad Wolf, entre els alumnes més distingits.
La Universitat de Relacions Internacionals del Ministeri d'Afers Exteriors de Rússia, abreujada com MGIMO, va ser fundada el 1944, a Rússia segueix sent l'escola més coneguda de relacions internacionals i diplomàcia, amb sis escoles diferents que se centren en les relacions internacionals. Al voltant de 4.500 estudiants conformen el cos estudiantil de la universitat i més de 700.000 russos i estrangers han passat per les seves aules. Es poden trobar més de 20.000 llibres rars a la biblioteca d'aquesta universitat.
Entre altres institucions destacades són l'Institut de Física i Tecnologia de Moscou, també conegut com a Fistetx, l'Institut d'Aviació de Moscou i l'Institut d'Enginyeria Física de Moscou. L'Institut de Física i Tecnologia ha impartit classe a nombrosos guanyadors del Premi Nobel, inclosos Piotr Leonídovitx Kapitsa, Nikolai Nikolàievitx Seménov, Lev Landau i Aleksandr Prókhorov, mentre que l'Institut d'Enginyeria Física és conegut per la investigació en física nuclear. Altres institucions, com l'Acadèmia Financera, la Universitat Estatal de Gestió, l'Acadèmia d'Economia Plekhànov i l'Escola Superior d'Economia ofereixen títols en la gestió i la teoria econòmica.
Encara que Moscou des de l'era soviètica té una sèrie de famoses institucions d'educació superior, la majoria de les quals s'orienten més cap a l'enginyeria o la ciència fonamental, en els darrers anys Moscou ha vist un creixement significatiu en el nombre d'institucions privades o comercials que ofereixen classes d'administració d'empreses. Les institucions de Moscou, així com la resta de la Rússia post-soviètica, han començat a oferir nous certificats internacionals i postgraus, entre ells el Master in Business Administration (MBA). L'intercanvi d'estudiants amb diferents programes, sobretot d'Europa, també s'ha multiplicat en les universitats de Moscou, mentre que en moltes escoles de la capital de Rússia també s'ofereixen seminaris, conferències i cursos per a treballadors i empresaris.
Moscou és un dels centres científics més importants de Rússia. La seu de l'Acadèmia russa de les Ciències es troba a Moscou, així com nombrosos centres d'investigació i de ciència aplicada. L'Institut Kurtxàtov és el líder d'investigació i desenvolupament institucional en l'àmbit de l'energia nuclear a Rússia. Va ser on es va construir el primer reactor nuclear a Europa. L'Institut Landau de Física Teòrica de l'Institut de Física Teòrica i Experimental, l'Institut Kapitsa de Problemes de Física i l'Institut Steklov de Matemàtiques, estan tots ubicats a Moscou.

### Biblioteques
Hi ha 452 biblioteques a la ciutat, entre elles 168 són infantils. La Biblioteca Estatal de Rússia fundada el 1862, és la llar de més de 275 quilòmetres de prestatgeries i quaranta-dos milions d'articles, amb inclusió de més de disset milions de llibres i volums de sèrie, tretze milions de revistes, 350.000 partitures musicals i enregistraments sonors i 150.000 mapes, per la qual cosa és la biblioteca més gran de Rússia i una de les més grans del món. Els articles, en 247 idiomes diferents, formen aproximadament el 29% de la col·lecció.
La Biblioteca Històrica Pública, fundada el 1863, és la biblioteca especialitzada en la història russa. Té una col·lecció d'uns quatre milions d'articles en 112 idiomes, inclosos 47 idiomes de l'antiga Unió Soviètica però principalment en rus. També tracta la història mundial, heràldica, numismàtica i la història de la ciència.

## Esport

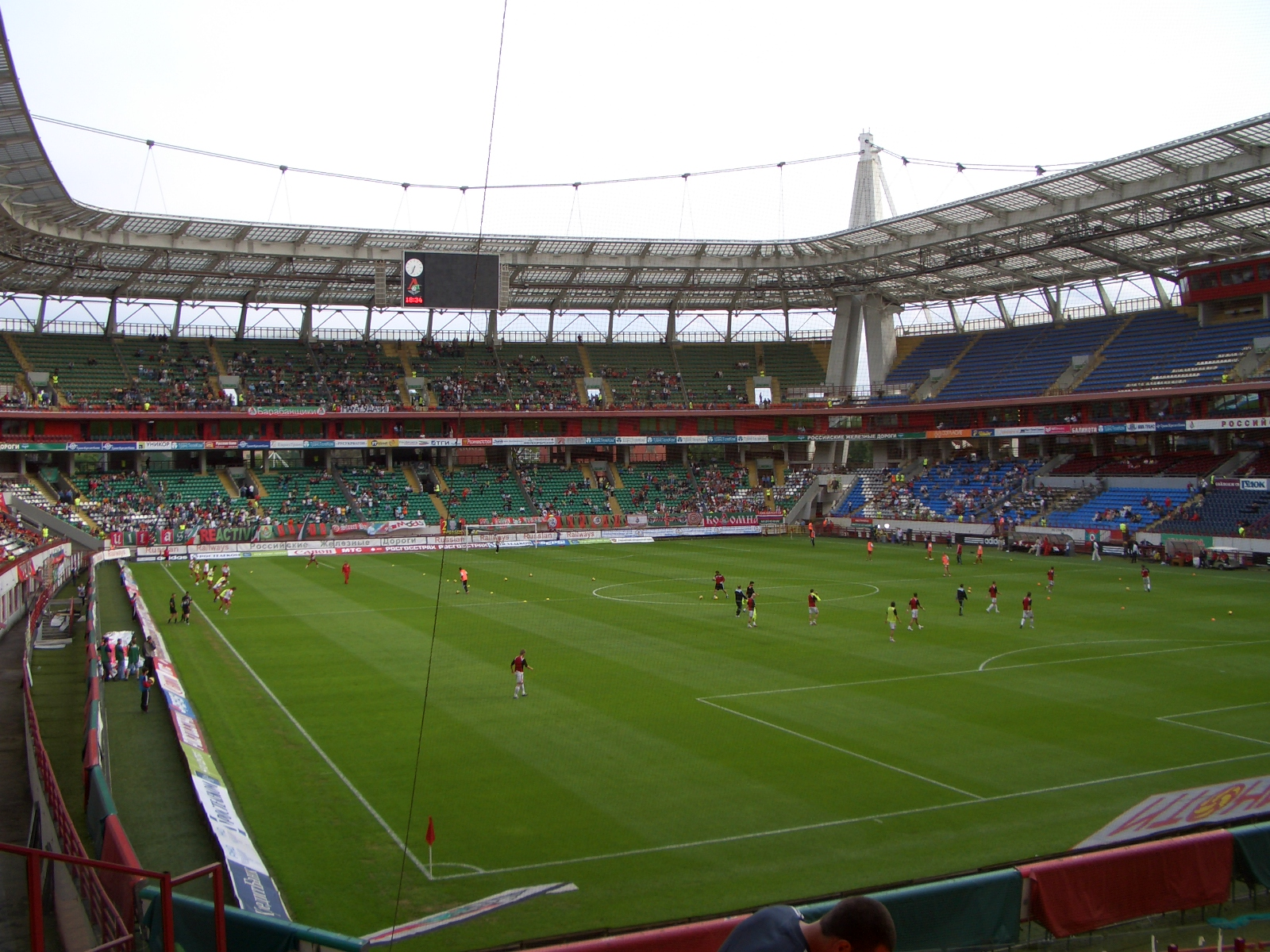
Estadi Lokomotiv.

Moscou sempre ha estat lligada a l'esport. Des dels temps de l'URSS, on van dominar diverses modalitats esportives, fins ara, la capital russa compta amb instal·lacions del més alt nivell com l'estadi Lujniki (estadi elit per la UEFA) que han portat a la ciutat a ser seu dels Jocs Olímpics d'Estiu de 1980, a presentar-sense èxit finalment als de 2012 i albergar esdeveniments internacionals com la final de la Lliga de Campions de la UEFA de 2008.
A Moscou hi ha multitud d'esports que gaudeixen d'un gran èxit entre la població. El futbol n'és un, a la vegada que el bàsquet, l'hoquei sobre gel o els escacs. En totes les modalitats, tant clubs com a esportistes individuals han guanyat trofeus internacionals. També hi ha set hipòdroms per curses de cavalls,. L'Hipòdrom Central de Moscou, fundat el 1834, és el més gran.
En el futbol, la tradició és llarga i la rivalitat és màxima, ja que els clubs moscovites estaven tots lligats a un sector de la societat i política soviètica (excepte el Spartak). El club més llorejat és el FC Spartak Moscou amb 12 Lligues de l'URSS i 9 lligues de l'actual Rússia, encara que no compta amb cap títol internacional. Disputa els seus partits a l'Estadi Olímpic Lujniki.
El segueixen el FC Dinamo Moscou amb 11 lligues soviètiques però amb cap des que existeix l'actual format de competició. La major fita internacional va ser el subcampionat de la Recopa de 1972, ja que va perdre per 3-2 davant el Glasgow Rangers a la final disputada al Camp Nou. El Dinamo, que era l'equip del ministeri d'interior soviètic, disputa els seus partits locals en el vell Estadi Dinamo. Un altre dels clubs moscovites és el PFC CSKA Moscou, equip que té 7 campionats soviètics, 3 russos i una Copa de la UEFA, aconseguida el 2005 davant l'Sporting de Lisboa. El propietari del club és el multimilionari Roman Abramóvitx, i l'equip disputa també els seus partits a l'Estadi Dinamo a l'espera de la construcció d'un de propi nou; el CSKA era l'equip de l'exèrcit soviètic. Per la seva banda, el Lokomotiv de Moscou era l'equip lligat als treballadors del ferrocarril i compta amb dues lligues russes. Juga com a local en el modern Estadi Lokomotiv. L'últim equip moscovita de la Lliga Premier és el FC Moscou, el més jove d'ells. Va ser fundat el 1997 i no té cap títol oficial a les seves vitrines. Disputa els seus partits com a local a l'Estadi Torpedo. Finalment, tanca la llista d'equips moscovites l'històric Torpedo de Moscou, que actualment viu sumit en una crisi esportiva que el manté a la Segona divisió russa. El Torpedo representa els treballadors del sector de l'automòbil, compta amb 3 lligues soviètiques i juga com a local també a Lujniki.

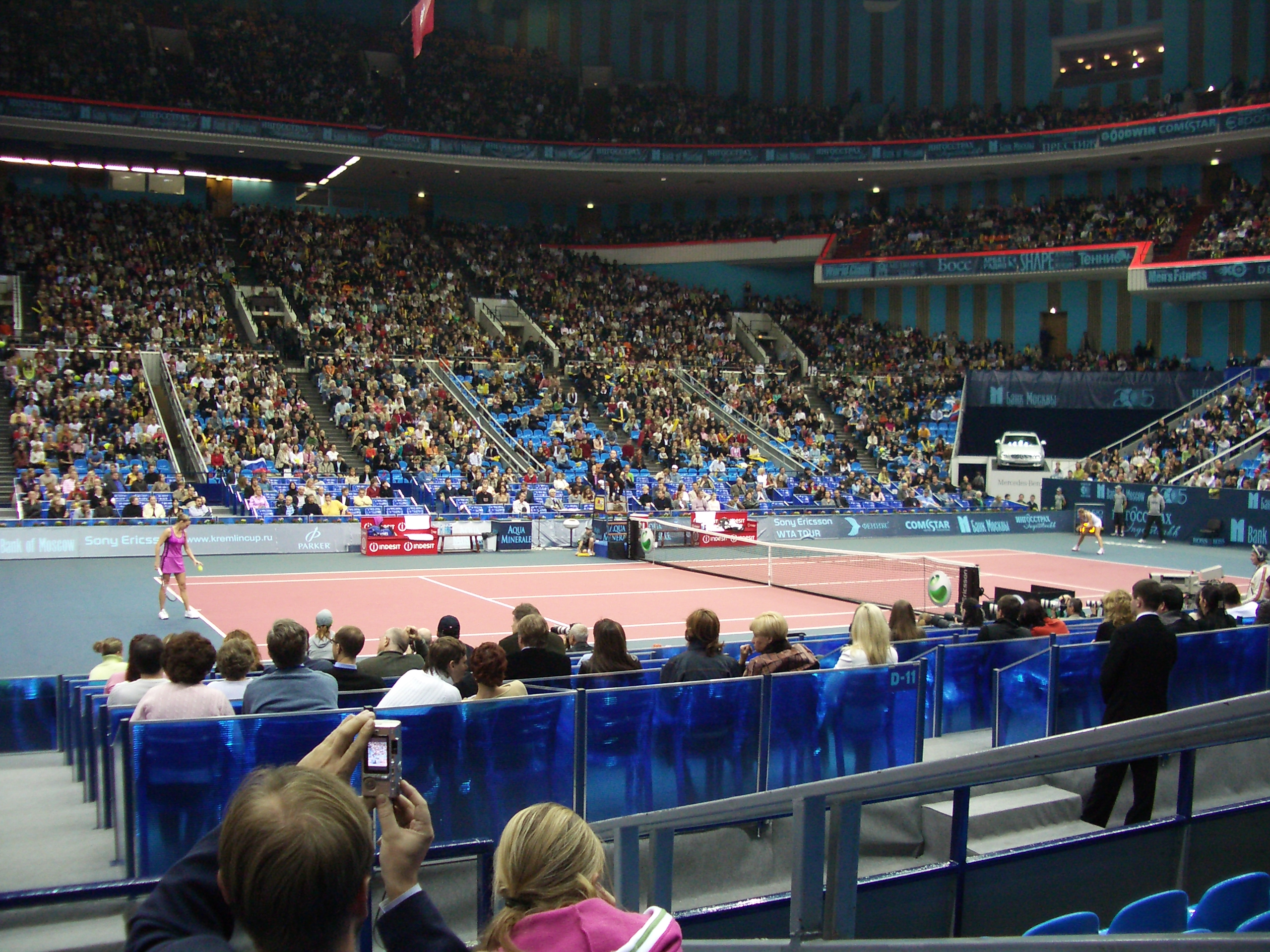
Semifinal de la Copa Kremlin 2005 a l'Olimpiisky.

Un altre tret característic d'alguns clubs moscovites és que són equips multiesportiu. Els dos més importants són el CSKA Moscou i el Dinamo de Moscou. El primer té seccions de futbol, bàsquet i hoquei sobre gel, mentre que el Dinamo compta amb futbol, bàsquet, voleibol, hoquei sobre gel i bandy.
En bàsquet, els dos grans són el PBC CSKA Moscou i el MBC Dinamo Moscou. El CSKA és, sens dubte, l'equip més llorejat del bàsquet rus i un dels més importants d'Europa, ja que té a les seves vitrines 6 Eurolligues, 25 lligues de l'URSS i 14 lligues russes. El Dinamo, per la seva banda, compta amb una Copa de la ULEB i dues lligues soviètiques.
Mentrestant, en hoquei sobre gel destaquen novament els dos equips anteriors. La secció d'hoquei del CSKA és el HC CSKA Moscou i és l'equip més important. Altres clubs moscovites són el HC Dinamo Moscou, el Krylya Sovetov Moscou i el HC Spartak Moscou. L'estadi més important d'hoquei sobre gel és el modern Khodynka Arena, que va ser seu del Campionat Mundial d'Hoquei sobre Gel Masculí 2007. Tanmateix, és un estadi multiús, ja que alberga combats de boxa i partits de l'Eurolliga de bàsquet.
Un altre dels esports més populars de Moscou, i en general de tota Rússia, és el tennis. La ciutat sempre ha donat grans talents d'aquest esport, tant masculins com femenins. Destacats tennistes moscovites són, entre d'altres, Marat Safin, Maria Kirilenko, Anna Kúrnikova, Anna Txakvetadze, Igor Andréiev, Mikhaïl Iujni, Elena Dementieva o Vera Zvonareva. Un dels tornejos de l'ATP i la WTA és el Torneig de Moscou, també conegut com a Copa Kremlin, que es disputa a l'estadi Olimpiski.

## Personatges il·lustres
- Vassili Kandinski (1866-1944), pintor
- Borís Pasternak (1890-1960), escriptor Premi Nobel de Literatura de l'any 1958.
- Dmitri Menxov (1892-1988), matemàtic
- Vitali Gínzburg (1916-2009) físic, Premi Nobel de Física de l'any 2003.
- Ilià Prigogin (1917 - 2003) químic, Premi Nobel de Química de l'any 1977.
- Andrei Sàkharov (1921-1989) físic nuclear, Premi Nobel de la Pau de l'any 1975.
- Aleksei Abrikóssov (1928-) físic, Premi Nobel de Física de l'any 2003.

## Ciutats agermanades
Moscou col·labora activament en el pla d'agermanament de ciutats. Per això està associada amb les següents ciutats:
| - Caracas, Veneçuela. - Buenos Aires, Argentina. - Nicòsia, Xipre. - Belgrad, Sèrbia. - Tel-Aviv, Israel. - Bangkok, Tailàndia. - Varsòvia, Polònia. - Cracòvia, Polònia. - Atenes, Grècia. - Dubai, Emirats Àrabs Units. - Erevan, Armènia. - Astanà, Kazakhstan. - Berlín, Alemanya. - Praga, República Txeca. - Chicago, Estats Units. | - Seül, Corea del Sud. - Tòquio (Japó). - Pequín, Xina. - Santo Domingo, República Dominicana. - Podgorica, Montenegro. - Cuzco, Perú. - París, França. - Valenciennes, França. - Ankara, Turquia. - Ljubljana, Eslovènia. - Alger, Algèria. - Londres, Anglaterra. - Banja Luka, Bòsnia i Hercegovina. | - Duixanbe, Tadjikistan. - el Caire, Egipte. - Viena, Àustria. - l'Havana, Cuba. - Riga, Letònia. - Teheran, Iran. - Madrid, Espanya. - Manila, Filipines. - Tirana, Albània. - Beirut, Líban. - Düsseldorf, Alemanya. - Ulan Bator, Mongòlia. - Reykjavík, Islàndia. |